# Estación científica Ellsworth

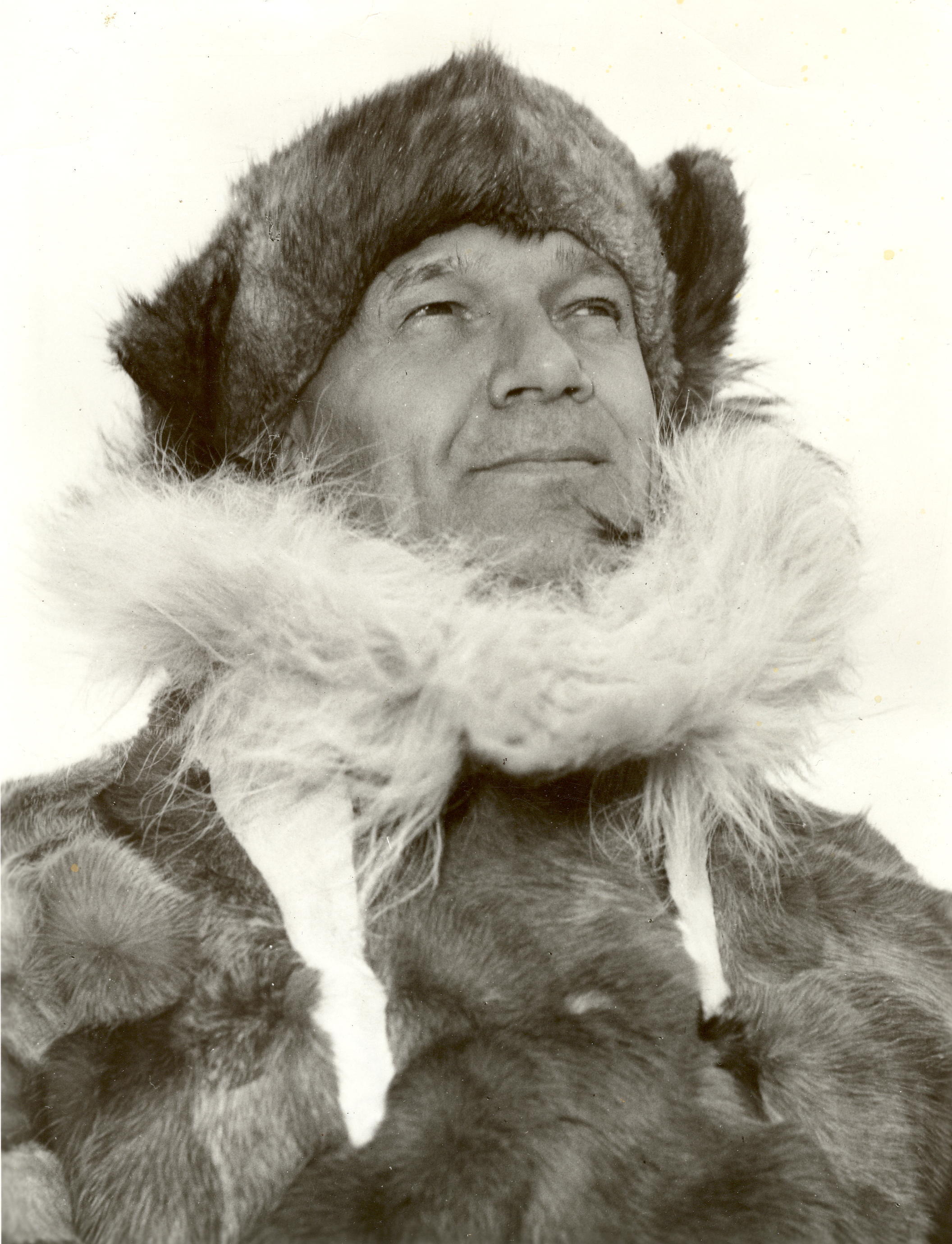
Finn Ronne, lideró la construcción de la Ellsworth Scientific Station.

La estación científica Ellsworth (en inglés: Ellsworth Scientific Station) o base Ellsworth fue una base antártica permanente, hoy desaparecida, que los Estados Unidos utilizó en el Año Geofísico Internacional (1957-1958) y luego cedió a la República Argentina en 1959. Su nombre recuerda al explorador polar estadounidense Lincoln Ellsworth. Se ubicaba en la bahía Austral (o Gould) en la costa occidental del mar de Weddell 77°45′S 41°00′O / -77.750, -41.000 sobre la barrera de hielo Filchner. La instalaciones originales de la base podían albergar a más de 40 personas.

## Base de Estados Unidos
La Ellsworth Station fue construida por personal de la Armada de los Estados Unidos bajo el mando del capitán Finn Ronne, con el soporte del rompehielos USS Staten Island y USS Wyandot, capitaneado por Francis Gambacorta.
El sitio originalmente planeado para la estación fue el cabo Adams, pero el hielo lo hizo imposible y se seleccionó el sitio alternativo en la bahía Gould, cercano a la base argentina Belgrano I.
Como parte de los planes de investigación del Año Geofísico Internacional, la base Ellsworth fue inaugurada el 11 de febrero de 1957 y en menos de un año fue transferida a Argentina. 

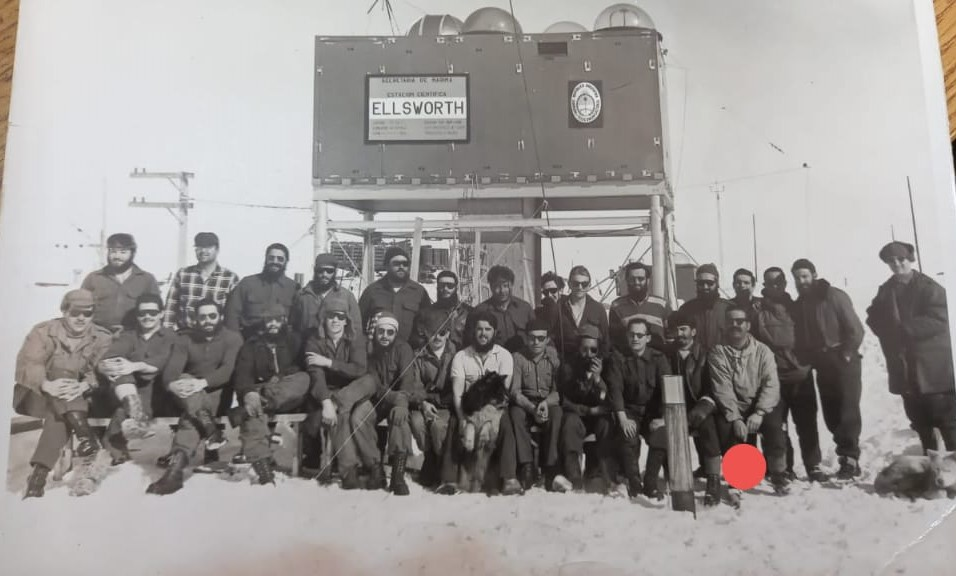
Primera Dotación Argentina en Estación Científica ELLSWORTH (1959)

## Base de Argentina

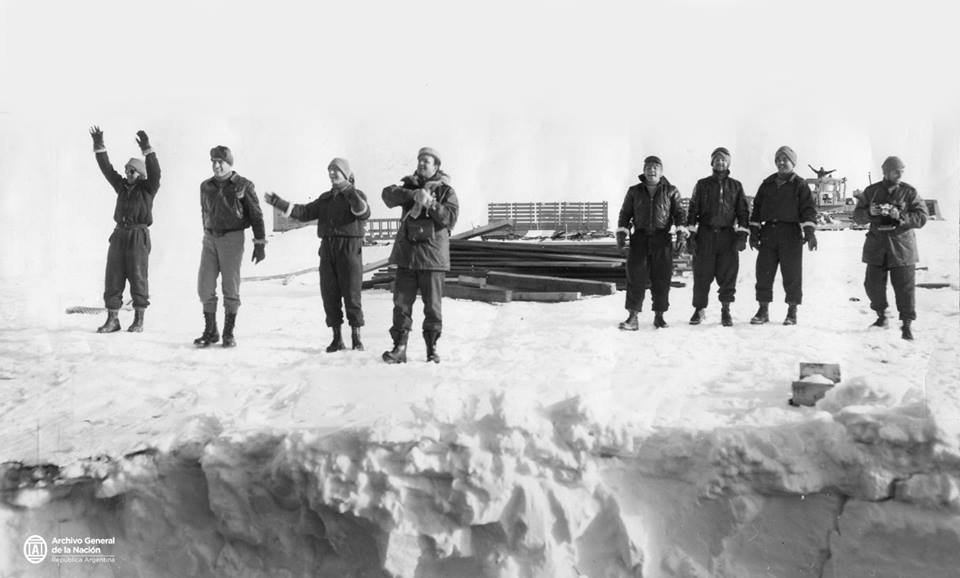
Científicos y marinos argentinos despiden al rompehielos Edisto en la Estación Científica Ellsworth (1959).

Como el Año Geofísico Internacional debía finalizar el 31 de diciembre de 1958, el Gobierno de los Estados Unidos cedió los edificios e instalaciones de la base Ellsworth con todas las provisiones y alimentos existentes en ella y el Gobierno argentino se comprometió a proveer los servicios logísticos y administrativos necesarios para el funcionamiento continuado de la base. Se acordó que científicos de los dos países trabajarían en los estudios técnicos, investigaciones y observaciones científicas que se harían en la base. Un decreto del 17 de septiembre de 1958 designó al Instituto Antártico Argentino para operar la base Ellsworth.
El 31 de diciembre de 1959 el rompehielos argentino ARA General San Martín se dirigía a la Ellsworth Station para relevar al personal estadounidense y reabastecerla, pero recibió un pedido de auxilio del barco de exploración noruego-sudafricano Polarbjorn, que estaba atrapado en el hielo. El rompehielos logró liberar el barco pero ya no pudo alcanzar la Ellsworth Station debido al inusual espesor del hielo en el mar de Weddell. El Instituto Antártico Argentino logró tomar posesión de la base el 17 de enero de 1959, siendo su primer jefe argentino teniente de navío Jorge H. Suárez, acompañado por una dotación de 25 hombres civiles y militares.
El 26 de diciembre de 1961 el capitán de fragata Hermes Quijada de la Armada Argentina hizo una escala en la base Ellsworth con dos aviones Douglas C-47 en una expedición aérea al polo sur, desde Ushuaia. El 6 de enero de 1962 partieron de Ellsworth, hacia el polo sur, siendo el primer piloto que voló hasta allí desde América.
Los problemas estructuras causados por la inestabilidad del hielo hicieron que el personal y los equipos fueran evacuados el 30 de diciembre de 1962. En las campañas siguientes fue periódicamente inspeccionada por exploradores argentinos, hasta que quedó cubierta por el hielo y la nieve. El sector de la barrera de hielo Filchner en donde se hallaba la base se convirtió en un gran iceberg y derivó hacia el mar perdiéndose la base.
PRIMER DOTACION ARGENTINA EN BASE CIENTIFICA ELLSWORTH (1959)
-Teniente de Navío Jorge H. SUAREZ
-Teniente de Corbeta Jorge D. VARELA. (identificado con punto rojo) 
-Médico Alfonso ANTINUCCI. 
-Suboficial Ayudante Evaristo E. GOBET. 
-Cabo Principal Ramon A. FRANCES. 
-Cabo Primero Felipe E.REYES. 
-Cabo Primero Ramon A. RIOS. 
-Cabo Primero José A.S. ALTAMIRANO. 
-Cabo Segundo Roberto E. FERNANDEZ.
-Cabo Segundo Lorenzo VERA.
-Cabo Segundo José ALIAGA. 
-Marinero Primero Ramon J. ALAMO.
-Personal Civil Juan C. LUNA PEREZ. 
-Personal Civil Alejandro CASSIS BRESCH. 
-Personal Civil Ignacio R. SALATINO.
-Personal Civil Luis H. HARO. 
-Personal Civil Juan T. DAWSON. 
-Personal Civil Enzo S.M. MORO. 
-Personal Civil Ricardo RASTELLI.
-Personal Civil José M. CENTURION.
-Personal Civil Miguel SUHAYDA. 
-Personal Civil Demetrio LUIZON. 
-Personal Civil Ernesto NUÑEZ. 
-Personal Civil Benjamín SPECTORSKY. 
-Conscripto Félix A. CASTRO.
-Conscripto Ovidio SPAGNOLO.

## Actividades científicas
Durante su funcionamiento se realizaron investigaciones meteorológicas, de radiación y determinación del anhídrido carbónico del aire, observaciones ionosféricas, de rayos cósmicos, etc.
Hubo también estudios de glaciología en la barrera de hielo Filchner, que fue explorada por expediciones que partieron desde la base.